# Junior Puroku
Junior Puroku (ur. 26 stycznia 1981 na Wyspach Cooka) – piłkarz z Wysp Cooka grający na pozycji pomocnika.
Od 1999 roku gra w Tupapa Rarotonga.
W reprezentacji Wysp Cooka rozegrał 7 meczów strzelając w nich 1 gola.